# Frances Darlington

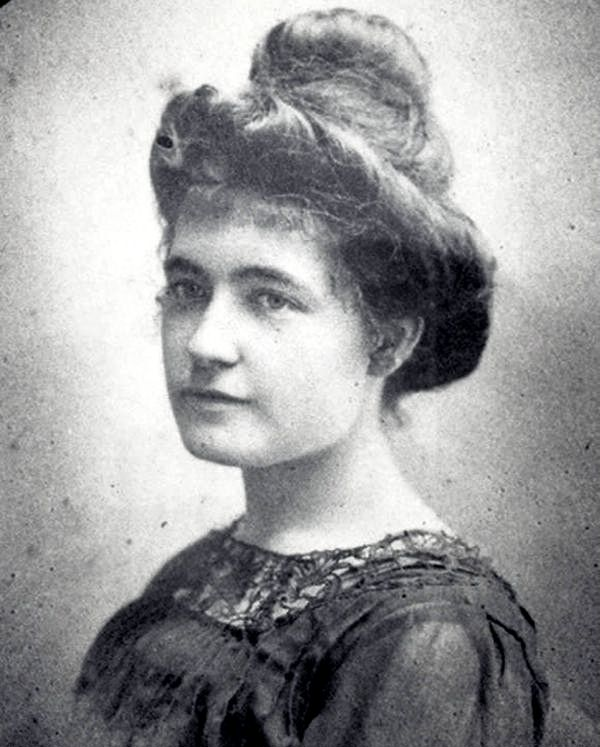
Frances Darlington, ca. 1897 von Henry Bown (1841–1921)

Frances Darlington, geboren als Fanny Taplin Darlington (* 3. Februar 1880 in Headingley, West Riding of Yorkshire, England; † 5. September 1940 in Oxted, Surrey, England) war eine britische Bildhauerin des New Sculpture Movements.

## Leben
Fanny Taplin Darlington wuchs in Ilkley und Harrogate auf. Ihre künstlerische Ausbildung begann sie 1897 an der Slade School of Fine Art in London, wo sie bei George Frampton studierte. Später setzte sie ihre Studien am Royal College of Art und an der Central School of Art and Design fort, unter anderem bei Édouard Lantéri, einem prominenten Bildhauerlehrer. Frances Darlington  lebte und arbeitete hauptsächlich in Yorkshire, hatte aber zwischen 1934 und 1939 auch ein Atelier in Chelsea, London. Während des Ersten Weltkriegs zog sie nach Limpsfield, Surrey. Sie blieb unverheiratet und war für ihre tiefe religiöse Überzeugung bekannt. Darlington starb am 5. September 1940 während eines Bombenangriffs auf Oxted im Zweiten Weltkrieg an Herzversagen.

## Werk

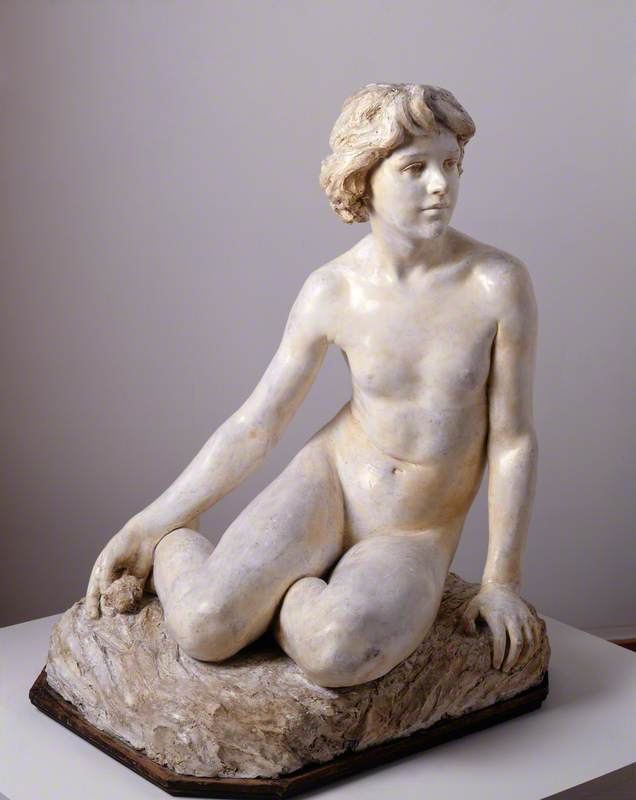
Frances Darlington: The Little Sea Maiden, 1905. Leeds Museums and Galleries

Frances Darlington war eine vielseitige Künstlerin, die sich auf Reliefs, Büsten, Gartenfiguren, Medaillons, Gruppenskulpturen und Statuetten spezialisierte. Sie arbeitete mit verschiedenen Materialien wie Kupfer, Bronze und bemaltem Gips. Ihr Stil war stark von der New-Sculpture-Bewegung beeinflusst, die sich durch eine naturalistische und dynamische Darstellung des menschlichen Körpers auszeichnete.
Zu ihren bekanntesten Werken gehören
- Der 21 Meter lange Fries im Foyer des Harrogate Theatre, der Szenen aus Mythologie und Alltag zeigt.
- Die Stations of the Cross (1913–1917) in der St. Wilfrid's Church in Harrogate, ein Zyklus von bemalten Gipsreliefs.
- Die Statue von Joseph Priestley (1912) in Birstall, West Yorkshire.
- Eine Gedenktafel (1918) für das St. George’s House in Harrogate.

Frances Darlington stellte ihre Werke in renommierten Galerien wie der Royal Academy, der New Gallery, der Society of Women Artists in London, der Walker Art Gallery in Liverpool, der Leeds City Art Gallery sowie auf internationalen Ausstellungen in Paris, Neuseeland und den USA aus.